# Бреймсватн
Бреймсватн (норв. Breimsvatn) — озеро в норвежском фюльке Вестланд, расположенное на территории коммун Глоппен и Йёльстер, на высоте около 62 метров над уровнем моря. Его площадь составляет около 24 км², оно вытянуто в длину с севера на юг на 18 км, южная часть водоёма носит название Фордес-фьорд (норв. Førdesfjorden). Глубина озера достигает 278 метров.
Бреймсватн питает река Сторэльва. Из озера вытекает Глоппеэльва, впадающая в Глоппе-фьорд, часть Нур-фьорда. Оно богато форелью и лососем.